# Baroa siamica
Baroa siamica är en fjärilsart som beskrevs av George Francis Hampson. Baroa siamica ingår i släktet Baroa och familjen björnspinnare. Inga underarter finns listade i Catalogue of Life.